# Katherine Glessner
Katherine Glessner (ur. 11 marca 1986) – amerykańska wioślarka.

## Osiągnięcia
- Mistrzostwa Świata U-23 – Hazewinkel 2006 – ósemka – 1. miejsce[1].
- Mistrzostwa Świata – Poznań 2009 – ósemka – 1. miejsce[1].